# Iglesia de la Transfiguración (Krasnoyarsk)
La Iglesia de la Transfiguración (en ruso: Храм Преображения Господня) es una iglesia católica neogótica ubicada en Krasnoyarsk, Rusia. Depende de la diócesis de Irkutsk y se encuentra en la calle 20 de los decembristas.
La parroquia católica de Krasnoyarsk , que incluye en su mayoría a gente de Polonia, se estableció oficialmente el 1 de agosto de 1836 y luego depende de la Arquidiócesis de Mogilev y San Petersburgo . El consistorio Imperial Tomsk dio permiso a esta parroquia para construir una nueva iglesia en 1855, en la Calle de la Anunciación , que estuvo listo en 1857. Fuec hecha de madera y de estilo neo-gótico, con decoraciones de estuco y en el interior paredes blancas. Tiene un tipo de órgano "Melodikon". Una nueva estructura se construyó entre 1908 y 1910.